# Années 1230 av. J.-C.
Les années 1230 av. J.-C. couvrent les années de 1239 av. J.-C. à 1230 av. J.-C.

## Événements

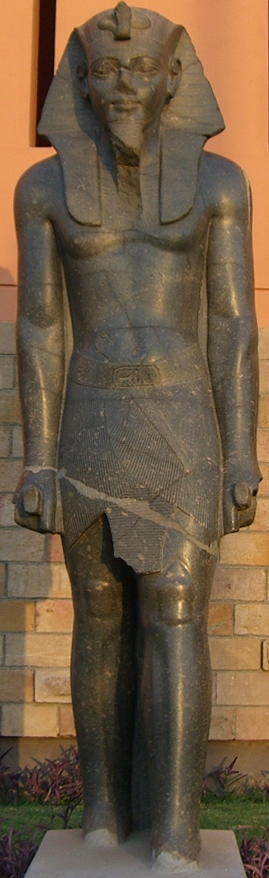
Mérenptah, statue provenant du temple de Louxor

- 1237-1226 av. J.-C.[1] : Mérenptah règne en Égypte[2],[3], quatrième pharaon de la XIXe dynastie [4] à l’âge de 60 ans. Il épouse Isis-Nefret II et Bent-Anat II. Panehesy, puis Pensekhmet et Merysekhmet, vizirs ; Messoui, puis Khâemtir, vice-rois de Nubie.
- 1235 av. J.-C.[1] : Mérenptah doit faire face à une révolte importante en Canaan. Séthi-Mérenptah, fils aîné du Pharaon, est associé à l’âge de 12 ans aux campagnes militaires de son père. l’an 5 de son règne Mérenptah érige une stèle à sa gloire, après sa campagne militaire en Canaan (prise de Gezer, à environ 15 km de Beth-Horon). Il y fait mention d'Israël, population semi-nomade qui n'habite pas dans une ville : « Israël est dévastée, sa semence n’est plus »[5].
- 1235-1236 av. J.-C.[1] : Mérenptah fait établir un recensement de tous les biens des temples (an 2 et an 3)[5]. Importance croissante des différents clergés, en particulier en Haute-Égypte, au détriment du pouvoir du Pharaon. Les grands prêtres cumulent les fonctions sacerdotales, les charges militaires et même les offices au palais royal. Leurs charges sont de plus en plus souvent héréditaires.
- 1236-1235 av. J.-C.[1] : Le roi kassite de Babylone Kashtiliash IV lance un raid dans la région de Kirkouk et sur l’Euphrate, provoquant une violente réplique de Tukulti-Ninurta Ier d’Assyrie qui, l’année suivante s’empare de Babylone, la pille, massacre sa population, détruit ses temples, emporte en Assyrie aussi bien les statues de Marduk que le roi et les survivants et établit sa domination sur les territoires qui en dépendent plus ou moins, depuis le Zagros jusqu’à la vallée de l’Euphrate dans la région de Mari et de Terqa (1235/1227 av. J.-C.). Le souverain assyrien domine alors la Babylonie, l’Assyrie et tout l’arc montagneux qui l’entoure. À Babylone, il installe son administration, mais dans les régions septentrionales il se contente souvent d’incursions militaires pour faire rentrer le tribut. Il fait alors construire, à proximité d’Assur, une nouvelle capitale Kar-Tukulti-Ninurta. L’Assyrie est à l’apogée de sa puissance[2].
- 1235-1215 av. J.-C.[1] : règne de Tudhaliya IV, roi des Hittites[2]. Persistance de l’agitation dans l’ouest anatolien. Alliance des royaumes occidentaux, y compris l’Arzawa, avec les Achéens.
- 1235-1210 av. J.-C. (?) [1] : règne de Kiten-Hutran, roi d’Élam[2].

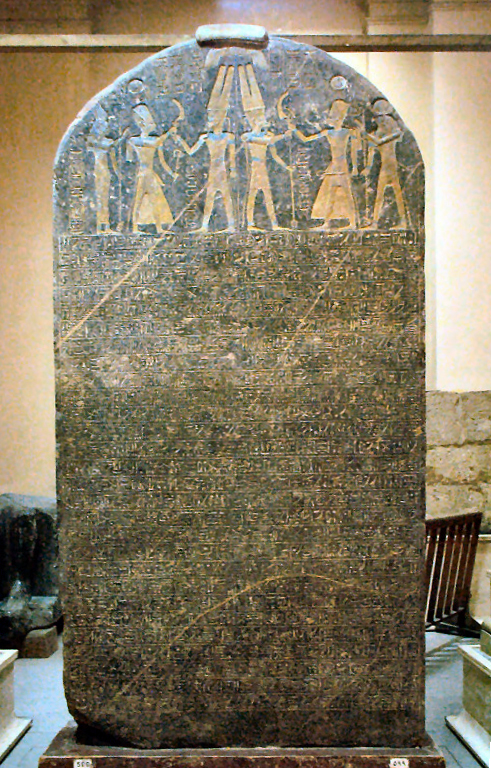
Stèle de Mérenptah, musée égyptien du Caire

- 1234-1233 av. J.-C. : en l'an 5 de son règne, le pharaon Mérenptah réagit activement contre les invasions des Peuples de la mer[5]. Il envoie des navires chargés de blé à Tudhaliya IV, roi du Hatti qui, battu sur toutes ses frontières par les envahisseurs, tente encore de résister (an 4). Il est possible que des armes soient envoyées aux princes syriens. Merenptah renforce ses frontières de Libye et d’Asie, où les étrangers commencent à s’infiltrer. Le pays de Couch profite peut-être de la situation pour se révolter. La révolte est réprimée avec une cruauté inhabituelle[5].